# IC 983
IC 983 је спирална галаксија у сазвјежђу Волар која се налази на листи објеката дубоког неба у Индекс каталогу.
Деклинација објекта је + 17° 44' 4" а ректасцензија 14h 10m 4,3s. Привидна величина (магнитуда) објекта IC 983 износи 11,7 а фотографска магнитуда 12,5. IC 983 је још познат и под ознакама UGC 9061, MCG 3-36-68, CGCG 103-98, IRAS 14077+1757, ARP 117, NPM1G +17.0481, PGC 50577.